# Saison 2018-2019 de l'Aston Villa FC
Maillots
Chronologie
Saison précédente Saison suivante
La saison 2018-2019 de l'Aston Villa Football Club est la troisième saison du club en Championship, deuxième niveau hiérarchique du football anglais. C'est la 144e saison de l'histoire du club.
Le club est engagé cette saison-là en Championship, en FA Cup, et en Carabao Cup.

## Effectif de la saison
Le premier tableau liste l'effectif professionnel de l'Aston Villa FC pour la saison 2018-2019. Le second recense les prêts effectués par le club lors de cette même saison.

### Joueurs prêtés
Ce tableau recense les joueurs prêtés par Aston Villa durant la saison 2018-2019.

### Transfert

#### Arrivées
| Nom                    | Provenance/Destination | Division             | Transfert         |              |
| ---------------------- | ---------------------- | -------------------- | ----------------- | ------------ |
| Viljami Sinisalo       | FC Espoo (en)          | Kakkonen (en)        | Non révélé        |              |
| Tyreik Wright          | Lakewood Athletic      | Inconnue             | Non révélé        |              |
| Ørjan Nyland           | FC Ingolstadt 04       | 2. Bundesliga        | 3 000 000 €       |              |
| John McGinn            | Hibernian FC           | Scottish Premiership | 3 100 000 €       |              |
| Ákos Ónodi             | Győri ETO FC           | Nemzeti Bajnokság I  | Non révélé        |              |
| Lovre Kalinić          | KAA La Gantoise        | Jupiler Pro League   | 6 000 000 €       |              |
| Jaden Philogene-Bidace | Pro:Direct Academy     | Inconnue             | Transfert gratuit |              |
| Frédéric Guilbert      | SM Caen                | Ligue 1              | 5 000 000 €       |              |
| Total                  | Total                  | Total                | 17 100 000 €      | 17 100 000 € |

#### Départs
| Nom                | Provenance/Destination | Division       | Transfert           |              |
| ------------------ | ---------------------- | -------------- | ------------------- | ------------ |
| Gabriel Agbonlahor | Agent libre            | -              | Libre               |              |
| Christopher Samba  | Agent libre            | -              | Libre               |              |
| John Terry         | Agent libre            | -              | Consentement mutuel |              |
| Emmanuel Idem      | Rochdale AFC           | EFL League One | Libre               |              |
| James Finnerty     | Rochdale AFC           | EFL League One | Libre               |              |
| Jordan Amavi       | Olympique de Marseille | Ligue 1        | 9 000 000 €         |              |
| Carles Gil         | Deportivo La Corogne   | Liga 1\|2\|3   | 1 750 000 €         |              |
| Pierluigi Gollini  | Atalanta Bergame       | Serie A        | 3 750 000 €         |              |
| Viktor Johansson   | Leicester City         | Premier League | Libre               |              |
| Jacob Bedeau (en)  | Scunthorpe United      | EFL League One | Libre               |              |
| Jordan Lyden (en)  | Agent libre            | -              | Libre               |              |
| Total              | Total                  | Total          | 14 500 000 €        | 14 500 000 € |

## Pré-saison

### Matchs amicaux
Le 5 juin 2018, le club annonce des matchs amicaux contre Telford United, Kidderminster Harriers, Walsall et le Dynamo Dresde.

## Championnat

### Championnat d'Angleterre D2

#### Août
Aston Villa commence sa saison par une victoire acquise 3 buts à 1 sur le terrain d'Hull City, malgré l'ouverture du score des locaux, grâce à des buts de Tommy Elphick, Ahmed El-Mohammady (qui marque alors contre son ancien club) et Alan Hutton. Pour le deuxième match, les Villans s'imposent 3-2 face à Wigan, alors qu'il étaient menés 2 buts à 1 à l'heure de jeu malgré l'ouverture du score de James Chester. Aston Villa va ensuite égaliser grâce à un but contre son camp de Cheyenne Dunkley, puis Birkir Bjarnason va délivrer le Villa Park en marquant à la 94e minute de jeu. Lors de la prochaine journée, Aston Villa va concéder le nul 1-1 sur la pelouse d'Ipswich Town malgré l'ouverture du score de Jonathan Kodjia et l'exclusion de Edun à la 39e minute de jeu. Pour leur second match à domicile de la saison face à Brentford, les Lions vont arracher un match nul grâce à l'égalisation dans la dernière minute du temps additionnel de Jonathan Kodjia, qui avait égalisé une première fois avant la mi-temps. Pour le dernier match du mois d'août, Villa va concéder un troisième match nul consécutif face à Reading, malgré l'ouverture du score d'Ahmed El-Mohammady après la pause, en encaissant un but sur penalty dans la dernière minute du temps additionnel consécutif à une faute de James Chester.

#### Septembre
Villa commence mal son début du mois de septembre en étant largement battu 4 buts à 1 sur la pelouse de Sheffield United, l'auteur de l'unique but Villan étant Anwar El-Ghazi. Lors du match suivant sur la pelouse des Blackburn Rovers, Conor Hourihane permet à son équipe d'arracher le point du match nul (1-1) en inscrivant un but sur coup franc dans le temps additionnel de la deuxième mi-temps. Les Clarets & Blue renouent avec la victoire, qu'ils n’avaient plus connu depuis cinq matchs, face à Rotherham United au Villa Park (victoire 2-0), grâce à des buts de Tammy Abraham et de Yannick Bolasie, qui inscrivent tous deux leur premier but sous leur nouveau maillot. Aston Villa connaît ensuite sa première défaite de la saison à domicile face à Sheffield Wednesday sur le score de 2 buts à 1, malgré l'égalisation signée John McGinn, d'une splendide volée en dehors de la surface de réparation. Pour le dernier match du mois de septembre, sur le terrain de Bristol City, les deux équipes se quittent dos à dos (match nul 1-1), Birkir Bjarnason égalisant pour les Lions de la tête dans le temps additionnel de la première période.

#### Octobre
Aston Villa commence le mois d'octobre par un match fou face à Preston North End : avec les buts de Jonathan Kodjia et de Tammy Abraham en première période, les Villans pensent se diriger vers la victoire, mais James Chester commet une faute dans la surface de réparation et est expulsé. Les visiteurs transformer le penalty et vont ensuite marquer deux autres buts, mais Yannick Bolasie égalise au début du temps additionnel, puis Aston Villa bénéficie d'un penalty (obtenu par Birkir Bjarnason), mais Glenn Whelan voit sa tentative repoussée par le gardien adverse. Les deux équipes se quittent donc dos à dos (match nul 3-3). L'entraîneur Steve Bruce est alors renvoyé le 3 octobre faute de mauvais résultats. Les Lions perdent ensuite 2 buts à 1 durant l'intérim sur le terrain de Millwall, malgré l'ouverture du score de Tammy Abraham. Le 10 octobre, Dean Smith est nommé entraîneur du club, et John Terry entraîneur adjoint. Pour la première de Dean Smith, Aston Villa s'impose à domicile 1-0 face à Swansea City grâce à un nouveau but de Tammy Abraham. Lors du match suivant sur la pelouse de Norwich City, Villa ne parvient pas à enchaîner et s'incline 2 buts à 1, alors que James Chester avait ouvert le score. Pour le dernier match du mois d'octobre, les Clarets & Blue sont à nouveau défaits en déplacement, cette fois aux Queens Park Rangers sur le score d'un but à zéro.

#### Novembre
Pour le premier match du mois de novembre, Aston Villa reçoit les Bolton Wanderers, et s'impose 2 buts à 0 grâce à des buts de Jack Grealish et de James Chester, ce dernier ayant sauvé un ballon sur sa ligne d'un geste acrobatique alors que le score était de 1-0. Villa parvient ensuite à enchaîner une nouvelle victoire en déplacement sur la pelouse de Derby County, en marquant trois buts en dix minutes (entre la 74eme et la 84eme) John McGinn marquant ainsi le premier but, ensuite imité par Tammy Abraham et par Conor Hourihane. Le prochain match n'est d'autre que le Second City derby, opposant Aston Villa à Birmingham City sur la pelouse du Villa Park. Les Villans concèdent l'ouverture du score, mais des buts de Jonathan Kodjia et de Jack Grealish séparés de 2 minutes permettent aux Clarets & Blue de mener à la mi-temps. En deuxième période, Tammy Abraham obtient un penalty, qu'il transforme lui-même. Les visiteurs réduisent ensuite le score, mais Alan Hutton inscrit un superbe but en solitaire qui permet de sceller la victoire d'Aston Villa 4 buts à 2, et d'enchaîner pour la première fois de la saison trois victoires consécutives. Cette série va s'arrêter lors de la journée suivante, car les Lions vont concéder le nul face à Nottingham Forest au terme d'un match exceptionnel, ponctué de dix buts inscrits pour un score final de 5 buts partout. Ce match a tout d'abord très mal débuté pour Aston Villa, car ils encaissent deux buts dans les premières minutes du match, mais Tammy Abraham inscrit un doublé en trois minutes et remet son équipe à égalité. Nottingham Forest va ensuite marquer un nouveau but, auquel Tammy Abraham va répondre à nouveau. Au retour des vestiaires, Villa concède un nouveau but, mais l'expulsion de Tobias Figueiredo va permettre aux Clarets & Blue d'inscrire deux nouveaux buts, inscrits par Tammy Abraham (pour son quatrième et dernier but de la soirée) et par Anwar El-Ghazi. Pourtant, Lewis Grabban, ancien joueur d'Aston Villa, déjà auteur de l'ouverture du score, va égaliser et inscrire le dernier but de ce match fou. On pourra souligner le quadruplé de Tammy Abraham, mais aussi la performance du joueur de Nottingham Forest, Joe Lolley, impliqué sur chacun des buts de son équipe avec un but et quatre passes décisives, qui aura fait très mal aux Villans.

#### Classement
| Rang | Équipe               | Pts | J  | G  | N  | P  | Bp | Bc | Diff | Qualification ou relégation                                 |
| ---- | -------------------- | --- | -- | -- | -- | -- | -- | -- | ---- | ----------------------------------------------------------- |
| 2    | Sheffield United     | 89  | 46 | 26 | 11 | 9  | 78 | 41 | +37  | Promotion en Premier League                                 |
| 3    | Leeds United         | 83  | 46 | 25 | 8  | 13 | 73 | 50 | +23  | Qualification pour les play-offs de l'EFL Championship (en) |
| 4    | West Bromwich Albion | 80  | 46 | 23 | 11 | 12 | 87 | 62 | +25  | Qualification pour les play-offs de l'EFL Championship (en) |
| 5    | Aston Villa          | 76  | 46 | 20 | 16 | 10 | 82 | 61 | +21  | Qualification pour les play-offs de l'EFL Championship (en) |
| 6    | Derby County         | 74  | 46 | 20 | 14 | 12 | 69 | 54 | +15  | Qualification pour les play-offs de l'EFL Championship (en) |
| 7    | Middlesbrough        | 73  | 46 | 20 | 13 | 13 | 49 | 41 | +8   |                                                             |
| 8    | Bristol City         | 70  | 46 | 19 | 13 | 14 | 59 | 53 | +6   |                                                             |

## Compétitions

### FA Cup
Le tirage au sort est fait en direct à la BBC par Ruud Gullit et Paul Ince à Stamford Bridge, le 2 décembre 2018.

### Carabao Cup
Le 15 juin 2018, le tirage au sort du premier tour est réalisé au Viêt Nam. Pour le deuxième tour, le tirage fut réalisé par Chris Waddle et Mick McCarthy le 16 août 2018.